# Чачапоя

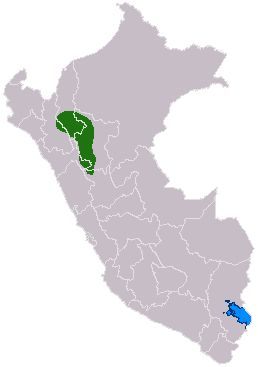
Поширення культури Чачапоя

Чачапоя — доколумбова культура, що існувала на території перуанських регіонів Сан-Мартін і Амазонас в період з 900 по 1470 роки н. е. Територія культури була захоплена Тауантінсую незадовго до завоювання регіону іспанцями. Представники даної культури створили безліч монументальних кам'яних пам'ятників: Куелап, Гран-Пахатен, Лагуна-де-лос-Кондорес та інші, а також велику кількість саркофагів і мавзолеїв у важкодоступних місцях.